# Håkan Eliasson

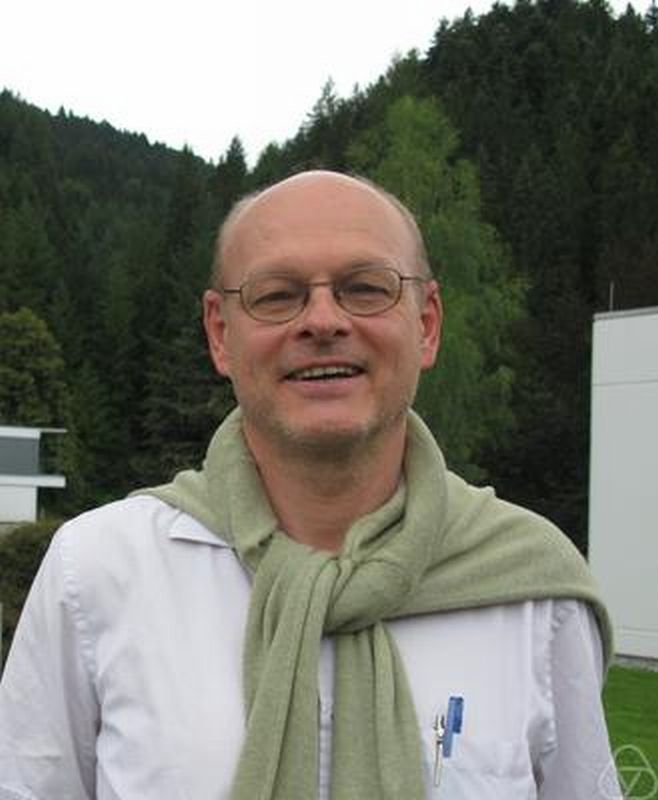
Håkan Eliasson, Oberwolfach 2011

Håkan Eliasson, auch L. H. Eliasson zitiert, (* 13. Juli 1952) ist ein schwedischer Mathematiker.

## Leben
Eliasson wurde 1984 an der Universität Stockholm bei Jürgen Moser promoviert (Hamiltonian systems with Poisson commuting integrals). Er war Professor an der
Königlich Technischen Hochschule in Stockholm und ist Professor an der Universität Paris VII (Denis Diderot) und am Institut de mathématiques de Jussieu der Universitäten Paris VI und VII und des CNRS.
Er befasst sich mit Dynamischen Systemen, z. B. quasiperiodischer Bewegung, dem Problem kleiner Nenner in der Störungstheorie, KAM-Theorie und Multiskalen-Analyse in Störungstheorie, Hamiltonsche partielle Differentialgleichungen, und außerdem Lokalisierung und Diffusion bei quasiperiodischen Schrödingeroperatoren.
2005 und 2012 war er am Institute for Advanced Study.
1990 erhielt er den Wallenberg-Preis der Schwedischen Mathematischen Gesellschaft, 1995 den Salem-Preis, 2007 den Eva und Lars Gårding Preis und 2008, den Sophie-Germain-Preis.
1998 war er eingeladener Sprecher bei Internationaler Mathematikerkongress im Berlin (Reducibility and point spectrum for linear quasi-periodic skew-products).
2012–2017 war er Mitherausgeber von Acta Mathematica.

## Schriften
- Discrete one-dimensional quasi-periodic Schrödinger operators with pure point spectrum, Acta Mathematica, Band  179, 1997, S. 153–196
- mit Sergei Kuksin: KAM for the nonlinear Schrödinger equation, Annals of Mathematics, 172, 2010, S. 371–435
- mit Raphaël Krikorian, B. Fayad: Around the stability of KAM tori, Duke Math. J., Band 164, 2015, S. 1733–1775, Arxiv